# Semana Santa en Andújar
La Semana Santa de Andújar es la conmemoración anual de la Pasión, Muerte y Resurrección de Cristo llevada a cabo a través de los cultos externos de las corporaciones penitenciales de la ciudad con ocasión de la celebración litúrgica de la Pasión y la Pascua en el seno de la Iglesia católica.

## Historia

### Los orígenes: la Edad Media
La primera hermandad de la que hay constancia en Andújar es la de la Santa Veracruz, fundada en 1427 merced a una bula papal otorgada por Martín V. Es igualmente la primera asociación de fieles de la que hay noticia en la diócesis de Jaén. A finales del siglo XV, con la creación del convento de Mínimos de San Francisco de Paula, también Andújar va a ser pionera en el culto a la advocación de la Virgen de la Soledad, ya presente sobre 1495. De hecho, cuando en 1554 se aprueben sus estatutos, se convertirá en la primera hermandad en Andalucía que venere a María en el misterio de su Soledad.

### sigloXVI
A finales del siglo XVI parece situarse el inicio de la actividad cofrade en torno a la imagen de Jesús Nazareno en el desaparecido convento de la Trinidad, aunque el primer testimonio documental es de 1605. Suele citarse 1576 como fecha de su creación, pero lo más fiable sería situarla sobre 1596-1597. 
Sobre 1618 se constituye la Hermandad de la Humildad, con sede canónica en el convento de Madres Mínimas de Jesús María. En el siglo XIX dejamos de tener datos de ella, por lo que seguramente se disolvería en esta centuria. Sus imágenes llegaron hasta la guerra civil del 36, siendo destruidas en los primeros días del conflicto.

### sigloXVII
El 22 de abril de 1674 se funda la Hermandad de Jesús amarrado a la columna, en la antigua parroquia de Santiago. La imagen no procesionaba en Semana Santa, sino que lo hacía en Cuaresma; incluso hay constancia de que ya lo hacía antes de la creación de la hermandad, concretamente el Domingo de Pasión de 1651. La devoción tuvo que ser muy grande pues a lo largo del siglo XVII y del XVIII se organizaron varias rogativas buscando su auxilio. La pujanza de esta cofradía se atestigua en la fastuosa capilla que tuvo, con decoración de yeserías barrocas, obras pictóricas y un retablo atribuido a Mateo Primo. Desapareció en algún momento entre el siglo XVIII y el XIX, pero afortunadamente la talla se conserva en la parroquia de Santa María.

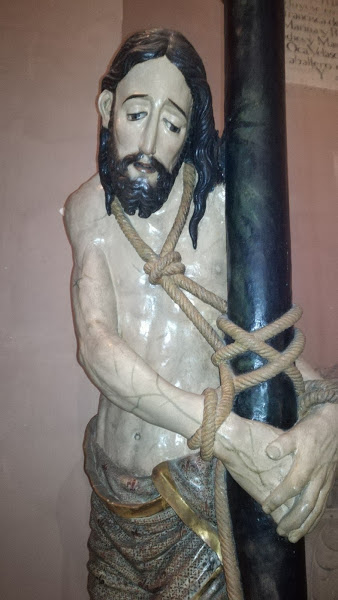
Cristo de la Columna de la antigua iglesia de Santiago

Gracias a las actas capitulares de la ciudad sabemos que la Veracruz realizaba su estación penitencial el Jueves Santo desde el convento de San Francisco, adonde llegó en 1579, desplazando por antigüedad a la de la Humildad al Miércoles. El Viernes Santo por la mañana procesionaba Jesús Nazareno, conocido como el Señor de los Señores porque a esta hermandad pertenecía parte de la nobleza local. Por la tarde lo hacía la Cofradía de la Soledad y el Santo Entierro, hermandad creada en 1684. En 1631 el Obispado dictó normas para prohibir que las procesiones fueran por la noche y así evitar posibles desórdenes. También el Ayuntamiento colaboraba en el esplendor de los desfiles, bien prohibiendo la actividad de las mancebías públicas en esas fechas o limpiando las calles. Hemos de suponer también que las continuas epidemias que asolaron la ciudad en el siglo XVII afectarían a las hermandades, aunque no hay constancia de supresión de actos públicos por este motivo.

### sigloXVIII
En el siglo XVIII hay una eclosión de nuevas corporaciones pasionistas. En 1703 se funda la Hermandad del Santo Cristo de las Batallas, en la iglesia de Santa Marina, imagen que, según la tradición, fue traída a Andújar por Fernando III El Santo. Procesionaban al crucificado el tercer domingo de Cuaresma, por la tarde. No hay más datos a lo largo de los siglos XVIII y XIX. A principios del siglo XX aún existía la hermandad, aunque ya no realizaba estación de penitencia. En los sucesos de 1936 desaparece la imagen, siendo sustituida después por una talla del autor local Antonio González Orea que hoy está ubicada en otra parroquia, fuera de la localidad.
Unos años después, en 1718, se funda la Cofradía de la Virgen de los Dolores en el convento del Carmen. Realizaba estación penitencial el Martes Santo, para trasladarse al Miércoles por lo menos ya en 1731.

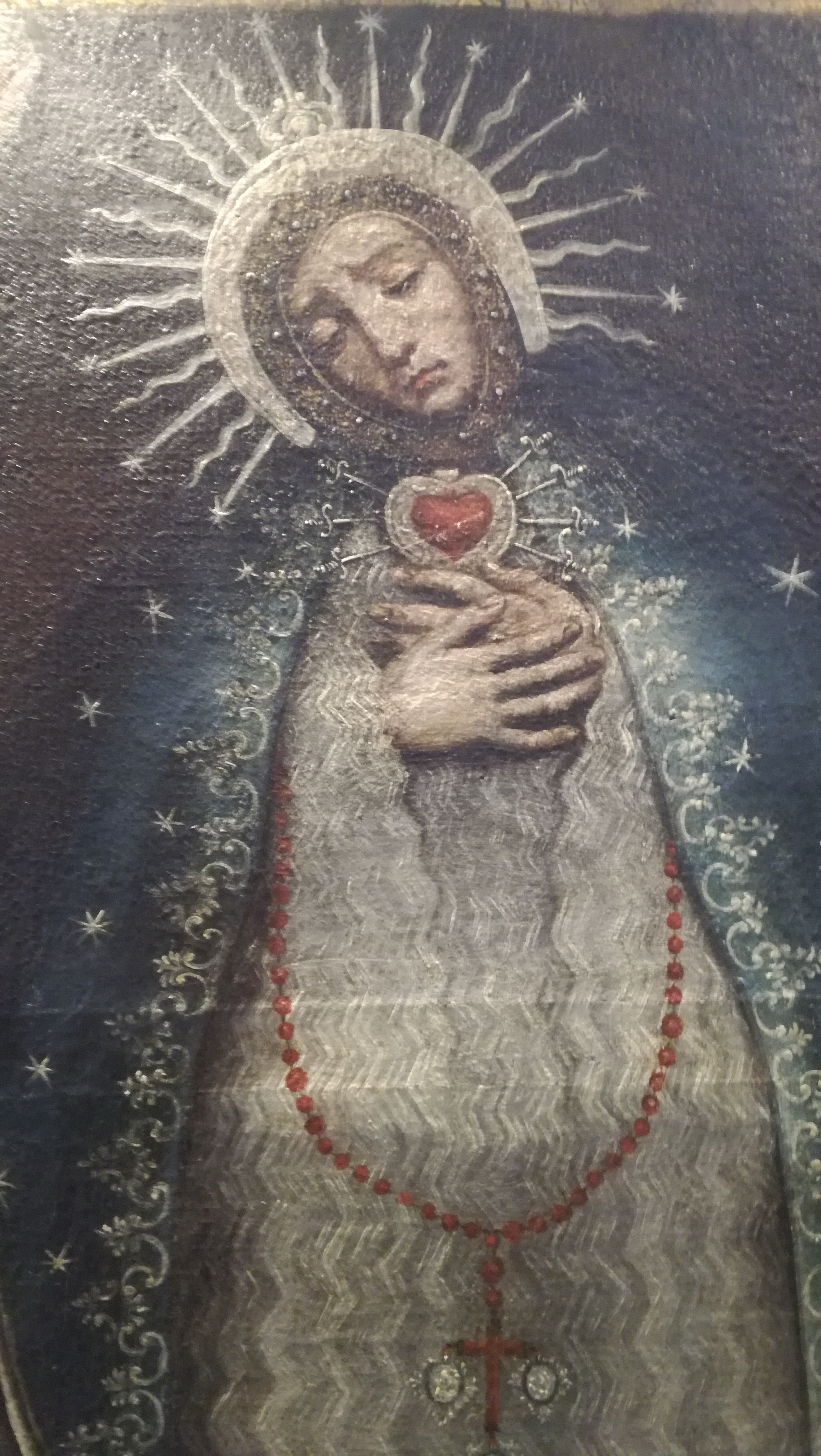
Cuadro del que representa a la antigua imagen de la Virgen de los Dolores del convento del Carmen

La devoción al Cristo de Burgos en Andújar tiene lugar primero en un domicilio particular, para pasar luego a la iglesia conventual de Capuchinas. La fuerza de esta advocación, de origen castellano, se constata cuando se crea una hermandad en 1733. Poco se sabe de su andadura posterior, tan solo que aún recibía culto la imagen en 1846, pues ese año se publica un novenario en su honor. Seguramente desapareció en la Guerra Civil.
En 1737 se crea la Hermandad de Nuestra Señora de las Angustias, en la iglesia de San Juan de Dios, aunque en principio no celebraba procesión pública, sino claustral el tercer domingo de Cuaresma.
Gracias a un romance anónimo de este siglo constatamos la existencia de otra fuerte devoción: la del Cristo de las Maravillas, aunque se desconoce tanto su ubicación como si tuvo hermandad.
Por distintos autos eclesiásticos podemos saber cómo eran los desfiles procesionales en esta época. Concretamente, en 1758: la Cofradía de los Dolores del Carmen salía a las ocho de la mañana del Miércoles Santo mientras que la Humildad de Mínimas lo hacía a las cuatro de la tarde; la Veracruz, de San Francisco, a las cuatro del Jueves Santo; el Nazareno de la Trinidad, a las cinco y media de la mañana del Viernes Santo, y la Soledad y Entierro de Cristo de Mínimos a las tres y media de ese mismo día.
A lo largo de estos siglos, las cofradías andujareñas se organizan en escuadras, hermandades con cierta autonomía, que dependen de la hermandad que venera a la advocación predominante. Al frente de cada corporación tenemos a un hermano mayor y la cofradía en su conjunto está dirigida por un gobernador. Así tenemos esta composición de escuadras:
- Cofradía de los Dolores: María Santísima de los Dolores, San Juan, Jesús de la Misericordia o Jesús Caído, el Señor de la Paciencia, San Elías, San Pedro, el Prendimiento, la Entrada en Jerusalén y la Cena, que desaparecería después para ocupar su lugar la escuadra del Niño Jesús.
- Cofradía de la Humildad: Santísimo Cristo de la Humildad, Virgen de la Soledad, San Juan Evangelista, San Francisco de Paula y Oración en el Huerto.[22]
- Cofradía de la Veracruz: Santo Cristo de la Veracruz, Jesús Nazareno, Cristo de la Columna, San Francisco de Asís, Virgen de los Dolores y San Juan Evangelista.
- Cofradía del Nazareno: Jesús Nazareno, Nuestra Señora de la Soledad, Santa Mujer Verónica, San Juan Evangelista, Santo Entierro, San Juan de Mata y Jesús Rescatado (que sustituirá con el tiempo a la del Santo Entierro).
- Cofradía de la Soledad y Entierro de Cristo: Santa Cruz, San Francisco de Paula, Santo Sepulcro, San Juan y Nuestra Señora de la Victoria en su Soledad.[23]

### sigloXIX
El siglo XIX trae consigo dos hechos que afectan profundamente al mundo cofrade de Andújar: primero, la ocupación de la ciudad por parte de las tropas francesas y segundo, los procesos desamortizadores. El ejército de Napoleón asaltó los conventos y les dio un uso cuartelario. Los frailes abandonaron la ciudad y, o bien no volvieron ya o cuando lo hicieron desistieron de hacer uso de sus antiguos recintos. De esta forma, la Cofradía de los Dolores se trasladó a Santa María, la del Nazareno a San Miguel y la de la Soledad a San Bartolomé; es decir, fueron asimiladas por sus correspondientes parroquias. Tan solo quedaron en su ubicación conventual la Veracruz (aunque tras la exclaustración de la primera mitad de siglo, perdería su capilla propia, al reducirse el espacio ocupado por la iglesia de San Francisco) y la de las Angustias. Esta última comenzaría a realizar pública protestación de fe en un año indeterminado de este siglo, primero en Pascua y después el Viernes Santo. La crisis debió ser importante a lo largo de la centuria, ya que desaparecen hermandades como las de la Humildad y el Cristo de Burgos, y algunas de las cofradías antiguas pierden parte de sus escuadras, como ocurre con la de la Virgen de los Dolores. Otras, como la Soledad subsisten gracias al mecenazgo de personas adineradas.
De principios de este siglo tenemos una curiosa referencia a la Semana Santa de Andújar, de la mano del viajero, marino e historiador norteamericano Alexander S. Mackenzie que narra en su obra A year in Spain by a young american (Boston, 1829) cómo vivían los habitantes de la ciudad esta festividad religiosa, deteniendo su mirada, sobre todo, en una curiosa ceremonia que consistía en "apedrear, apalear, ahorcar y ahogar en el Guadalquivir a Judas".

### sigloXXhasta el presente
A principios del siglo XX procesionan los siguientes pasos: el Señor de la Entrada en Jerusalén, el Domingo de Ramos desde Santa María. Jesús caído, cristo de la Providencia y la Virgen de la Esperanza, el Jueves Santo, igualmente de Santa María; y el Señor de la Columna, Jesús Nazareno y la Virgen de los Dolores de la Veracruz, de San Francisco. El Nazareno de San Miguel, el Viernes Santo por la mañana; y por la tarde: las Angustias, de San Juan de Dios; Santa María Magdalena, el Santo Sepulcro y la Virgen de la Soledad desde San Bartolomé. Algunos testimonios también hablan de un paso con la Verónica saliendo de San Bartolomé el Jueves Santo. En 1929 hay constancia de una nueva procesión: el Jueves Santo, en silencio, procesionaban los jóvenes Luises (de la Hermandad de San Luis Gonzaga) una imagen de un Crucificado y una Dolorosa. A partir de 1932 ya no hay desfiles procesionales, debido al clima de inestabilidad política, y las hermandades solo realizan sus cultos internos.
El estallido de la Guerra Civil y sus posteriores consecuencias van a suponer un antes y un después en la vida cofrade de Andújar. Desaparecen o son destruidas las imágenes, los enseres de las hermandades y buena parte de sus archivos. Tan solo va a pervivir la talla de la Virgen de las Angustias al usarse la iglesia para fines asistenciales.
En la inmediata posguerra se reconstituyen algunas cofradías, aunque desligadas, en su mayor parte del antiguo concepto de escuadras: Jesús de la Paciencia (1940); Nuestra Señora de las Angustias (1940); Señor de la Columna (1944), Jesús Nazareno de San Miguel, más conocido como Señor de los Señores (1949); Santo Entierro (1949) y Soledad (1950). El resurgir cofrade también hace que surjan nuevas hermandades: Esperanza (1946), Estudiantes (1947), Oración en el Huerto (1948) y Gran Poder (1953).

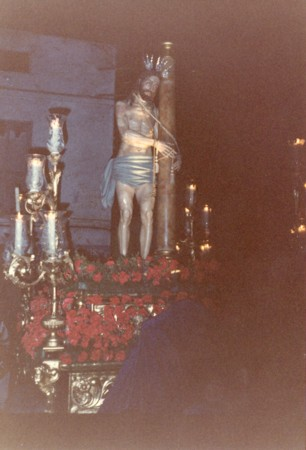
Procesión del Cristo de la Columna de San Bartolomé en la década de los ochenta

En las décadas de los sesenta-setenta hay un decaimiento general: los pasos comienzan a ser llevados en ruedas, hay numerosas bajas de hermanos, desaparecen los antiguos mecenazgos que sustentaban a algunas hermandades, etc., de tal forma que muchas cofradías desaparecen o malviven a duras penas. Habrá que esperar a los años ochenta para que esta crisis dé paso a una nueva época de esplendor, caracterizada por la incorporación al mundo cofrade de hermanos costaleros y la renovación de enseres y de la vida interna de las hermandades, amén de la adquisición de nuevas imágenes devocionales. Un revulsivo de todo ello fue la creación en 1983 de la Hermandad del Buen Remedio, que además le dará a la Semana Santa de Andújar una impronta claramente sevillana. En 1990 se reorganiza la Cofradía de la Veracruz, que trabajará intensamente para recuperar sus antiguas escuadras, al igual que hace la Hermandad de Jesús de la Paciencia, que añade una Dolorosa a su cortejo y recupera las antiguas advocaciones de la Entrada en Jerusalén y San Pedro. En el año 2006 procesiona por vez primera la imagen de Jesús Resucitado. En 2011 la Semana Santa de Andújar es declarada de interés turístico de Andalucía.

## Iconografía pasionista
La invasión francesa, el proceso de desamortización y, ante todo, los destrozos causados en la Guerra Civil de 1936-39 dieron al traste con la mayor parte del patrimonio cofrade de Andújar, en especial, sus imágenes devocionales. Aunque la tradición local ha intentado siempre entroncar algunas de esas imágenes destruidas o desaparecidas con gubias eminentes como la de Martínez Montañés, es más lógico pensar en autores del propio Santo Reino, por la proximidad de los talleres jienenses e incluso autores locales.
La única talla antigua de la Semana Santa de Andújar que ha llegado a nuestros días es la de Nuestra Señora de las Angustias, atribuida al círculo del imaginero granadino José de Mora. El Cristo es anterior a la Virgen y podría datarse en el siglo XVI.
Otra joya del patrimonio local es el Cristo Atado a la Columna que se venera en la iglesia parroquial de Santa María La Mayor, procedente de la antigua iglesia de Santiago. Fue el Titular de una cofradía que lo procesionaba en Cuaresma. Se puede datar en el primer cuarto del siglo XVI y quizás sea obra de Jerónimo Quijano. El 7 de marzo de 2025 fue la imagen escogida por la Agrupación de Cofradías para su Viacrucis oficial, siendo portado hasta la iglesia de San Miguel para realizar allí el Ejercicio del Santo Viacrucis; volviendo después a Santa María en un traslado que rememoró sus tradicionales salidas procesionales del Domingo de Pasión y cuando era menester para alguna rogativa, en siglos pasados, constituyendo todo un hecho histórico relevante para la ciudad de Andjújar.

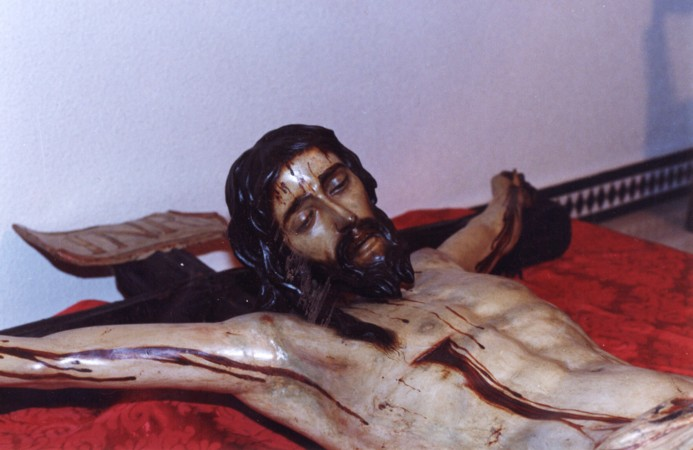
Crucificado del convento de MM. Mínimas

Gracias a viejas fotografías, podemos tener acceso a otras imágenes que desaparecieron, como la de la Virgen de los Dolores de la antigua cofradía del Carmen, en la órbita también de los Mora; Nuestra Señora de la Soledad, con una posible atribución a Gaspar Becerra; el Cristo de la Columna, la Virgen de los Dolores y San Juan de la antigua Cofradía de la Humildad, de adscripción incluso local; o la antigua talla de Jesús de la Paciencia, que corresponde a trazas granadinas del siglo XVIII.
Existen en la ciudad otras imágenes pasionistas de diferentes épocas que, aunque no hayan formado parte de ninguna corporación religiosa, es obligado citar, como Jesús Nazareno Rescatado en la ermita de la Virgen de la Cabeza, que hereda la advocación de una de las escuadras de la antigua Cofradía de Jesús Nazareno del convento de la Trinidad; obra que llega a Andújar en los años cincuenta y que mantiene similitudes con otras salidas de la gubia del escultor valenciano Enrique Pariente Sanchís. Hay varios crucificados que merecen ser citados, como la talla del siglo XVII que preside el altar mayor de la iglesia conventual de Jesús María, procedente de Écija; el Cristo de la Agonía en la capilla del mismo nombre, que erigiera entre 1922 y 1925 Rafael Pérez de Vargas, conde de La Quintería, talla de esa época, adscrita al modernismo vigente entonces, muy en la línea del Cristo de Limpias, que procesionó en 1940 en lugar de la imagen de Jesús de la Paciencia ya que esta aún no había sido terminada; el Crucificado del coro bajo del convento de Trinitarias, en consonancia con la obra de Sebastián de Solís conocido como "el Fundador"; otro más, articulado, en esa misma iglesia, quizás procedente del antiguo convento de Trinitarios; y el que quizás sea el antiguo Cristo de la Salud, Titular de la primitiva Hermandad de las Angustias, en el coro de la iglesia de San Juan de Dios, y que puede datarse a finales del siglo XVIII.
En el templo de Santa María existió hasta 1936 una representación del Santo Sepulcro en relieve muy admirado por autores como Pascual Madoz o Enrique Romero de Torres.
Volviendo a la iconografía mariana, hay que mencionar a Nuestra Señora del Mayor Dolor que se venera en una de las capillas de Santa María, y que es obra documentada de Manuel Ramos, que la labró en 1784.

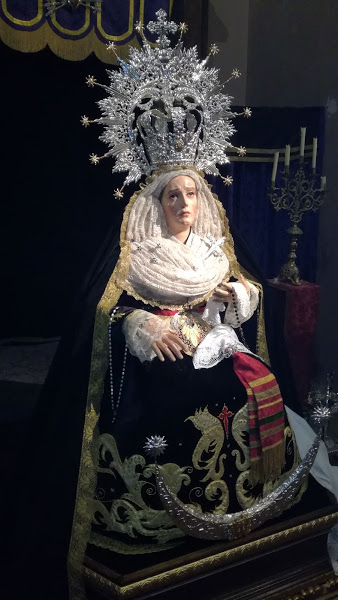
María Santísima del Mayor Dolor en besamanos

Al margen de la escultura, es muy meritoria la pintura que decora una de las paredes de la iglesia de San Miguel, con el motivo de Jesús recogiendo las vestiduras, obra que sigue la estela de Zurbarán. También cabría citar un cuadro de Jesús Nazareno en el convento de MM. Trinitarias, el Calvario en la sacristía de San Miguel y, por supuesto, "La oración del huerto" de El Greco en la parroquial de Santa María La Mayor.
Respecto de la iconografía procesional actual habría que hablar de un origen en la inmediata posguerra, cuando se trata de sustituir algunas de las obras destruidas o desaparecidas en los años del conflicto bélico. Llegan a Andújar tallas salidas de las manos de autores tan dispares como Amadeo Ruiz Olmos, Federico Coullaut-Valera o Francisco Palma Burgos. A esta nómina se unen otros imagineros que aportan advocaciones nuevas en la ciudad, como ocurre con las de Enrique Pariente Sanchis, Antonio Illanes, Víctor González Gil o Efraín Gómez Montón.
Con la revitalización del mundo cofrade en la década de los ochenta, se incrementa el abanico de artistas que contribuyen a ese despertar de la Semana Santa en la ciudad: Antonio Castillo Lastrucci, Antonio Dubé de Luque, Francisco Romero Zafra, Jaime Babío Núñez, Manuel Luque Bonillo o Jorge Domínguez Conde. De tal forma que si en las décadas de los cuarenta-cincuenta los imagineros son de varias procedencias geográficas, en los últimos tiempos las cofradías se han decantado por autores andaluces o afincados en Andalucía. Aunque no sea imagen de Pasión, pero al estar unida como Titular a la Cofradía de Jesús del Gran Poder, hay que citar la imagen de la Virgen del Socorro, obra de la escultora Lourdes Hernández Peña, la única mujer en este listado de autores.

## Los artistas de Andújar y la Semana Santa
En la actualidad, hay que destacar a Manuel López Pérez, escultor nacido en Toro, pero afincado en Andújar, autor de la imagen de Jesús Resucitado y de la figura secundaria de Poncio Pilato en el paso de Jesús de la Sentencia, y a los hermanos Juan Francisco y Santiago Expósito Cortés, de cuyo taller salieron los Evangelistas que van en el paso del Cristo Yacente. No podemos dejar de citar también al pintor y escultor Luis Aldehuela Gómez, que realizara en su momento las imágenes de Jesús de la Agonía y el ángel confortador para la Hermandad de la Oración en el Huerto. Durante unos años, el afamado escultor Francisco Palma Burgos utilizó como taller la antigua iglesia de Santa Marina, colaborando con él desde 1946 a 1949 andujareños como Florencio Molina Martínez, que despuntaría como tallista, imaginero y diseñador; y el tallista y dorador Rafael López Villar.
Dentro de la talla en madera, no podemos olvidar a Francisco de Paula Rodríguez Mefre y sus hijos Antonio y Francisco de Paula Rodríguez Medina, de cuyo taller salieron varios pasos procesionales, de estilo neobarroco, antes de la guerra, como el de Jesús de la Paciencia; y sobre todo, en las décadas de los cuarenta y cincuenta, para reponer todo aquello que se perdió en la contienda civil. También hay que citar los talleres de la SA.FA., Antonio Peralta, Manuel Peral y Antonio Quirós, el cual realizó el primer paso en el que se portó a Nuestra Señora del Rosario de la Hermandad de la Paciencia.
En cuanto a la pintura, es obligado citar los nombres de Pedro Palenciano Olivares, Rafael de los Santos Toribio Fernández y Rafael Navarro Ruiz. Este último, también es el autor de los dos soldados romanos del misterio de la Sentencia. Pedro Palenciano, además, se ha revelado como un gran diseñador de pasos procesionales, como el de Jesús del Gran Poder, así como diseñador de bordados y objetos de orfebrería, y bordador. En todos estos ámbitos su proyección fuera de Andújar es cada vez más amplia.
Mención de honor merecen los hermanos Cruz Solís, nacidos en el barrio de Santa María de Andújar, que alcanzaron en el terreno de la restauración de obras artísticas, en especial, la imaginería pasionista, altas cotas de profesionalidad. Su padre, Fernando Cruz Muñoz, nacido en Mancha Real pero asentado en Andújar, dejó también para la posteridad el trono donde se asienta la talla de la Virgen de las Angustias.
Igualmente hay que hablar de Juan Bautista de Pareja, ebanista local que concertó en 1734 una cruz de plata y carey para la Cofradía de Jesús Nazareno de Écija, pieza que hoy podemos admirar todos los Martes Santo portada por Jesús de las Penas, en la capital hispalense, adonde llegó en 1967, tras ser adquirida a la hermandad ecijana.

## Actividades económicas vinculadas a la Semana Santa
Cuando se habla del ámbito empresarial y su relación con el mundo de las cofradías, surge enseguida el nombre de Cera Bellido, nacida en 1889, fruto de la escisión de la antigua Cerería Pontificia, fundada en 1840, aunque ya parece que funcionaba una década antes. Su producción de cera pura de abeja es ingente y sus destinatarios son muchas de las cofradías penitenciales de España. En Sevilla, sin ir más lejos, surgen de velas a la Hermandad de la Esperanza Macarena desde la década de los años cuarenta del siglo pasado.

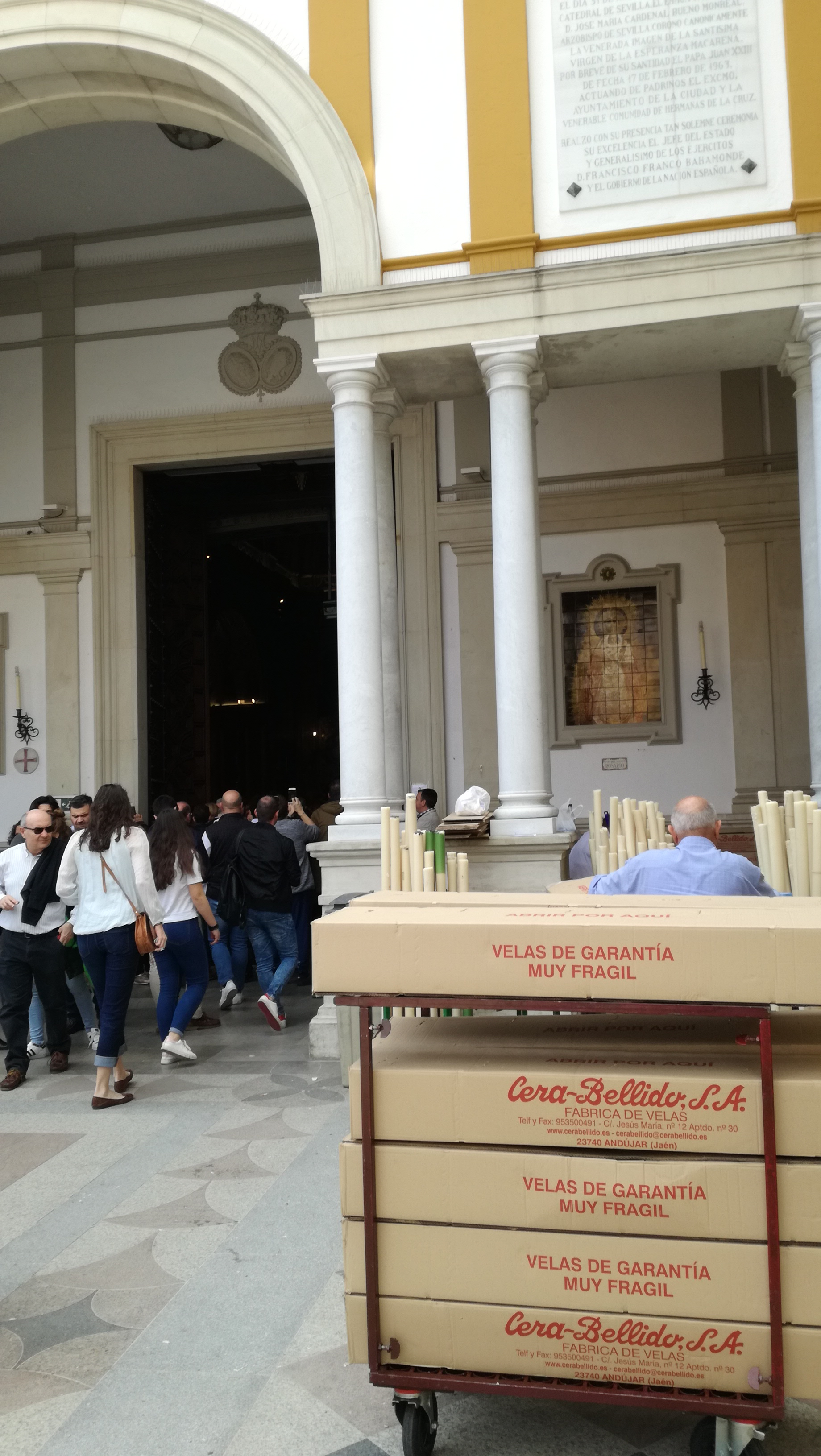
Cajas de cirios de Cera Bellido de Andújar delante de la basílica de la Esperanza Macarena en Sevilla

En un plano más modesto y artesanal cabe citar la confección de capirotes o capiruchos por parte de Bernabé Blanco y, luego, por su hijo Rafael; el dorado de los pasos que casi siempre contó con la intervención de Rafael López Villar; los bordados de Elisa Navarrete y Mercedes Fernández, al margen del taller ya citado de Pedro Palenciano Olivares o el trabajo también reseñado en el epígrafe anterior de los imagineros Expósito Cortés; y los elegantes trabajos, sobre todo de restauración orfebre, de Joyería Capilla.

## La Agrupación de Hermandades y Cofradías
La Agrupación de Hermandades y Cofradías del Arciprestazgo de Andújar surge en el año 1981, gracias al empuje de cofrades como Antonio Cáceres Amaro. Desde el principio se publicó cartel anunciador y programa de mano con los cultos cuaresmales de cada hermandad y los datos básicos acerca de su salida procesional. El cartel suele ser una fotografía: la ganadora del certamen “Memorial Francisco Delgado Torres”.
El pregón se celebra igualmente desde los años ochenta, aunque hubo años en que no tuvo lugar. Suele pronunciarse en el teatro Principal en las últimas ediciones, aunque ha tenido otras sedes (iglesia de San Miguel, antigua capilla de Capuchinas, salón de actos de SAFA, etc.). La fecha del acto es el sábado anterior a la Semana de Pasión. Es la entidad que coordina a todas las hermandades y cofradías de la ciudad y sirve de enlace con la autoridad civil. Su sede social está situada en lo que fue sacristía de la antigua iglesia parroquial de Santa Marina. Aglutina, obviamente, también a las corporaciones de Gloria. También es habitual la celebración de diferentes actos culturales entre los meses de septiembre a noviembre, en el conocido como Otoño Cofrade.

## La Cuaresma en Andújar

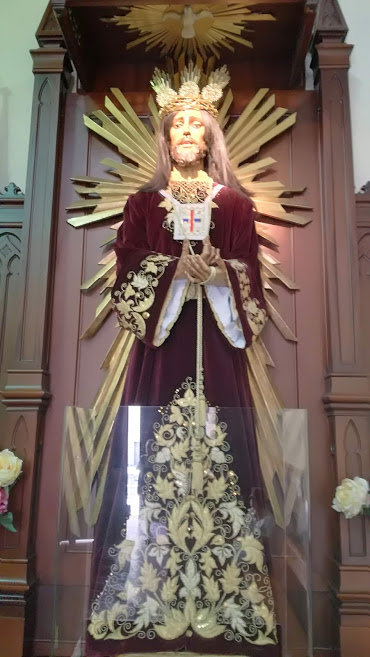
Jesús Nazareno Rescatado

La Cuaresma se inicia el Miércoles de Ceniza con cultos en todas las iglesias de la ciudad. El primer Viernes de Cuaresma se celebra el Viacrucis oficial de la Agrupación de Cofradías. En él participan todas las hermandades de Andújar. Suele estar presidido por la imagen que protagoniza el cartel anunciador de ese año o por la advocación de una hermandad que cumpla ese año alguna efeméride de relevancia. Si es posible, el acto se celebra en la calle.
El segundo Sábado de Cuaresma tiene lugar otro acto importante: el Viacrucis con la imagen de Nuestro Padre Jesús atado a la columna, de la Cofradía de la Veracruz. Si el tiempo lo permite, tiene lugar por las calles del barrio de San Bartolomé, en cuya parroquia tiene residencia canónica dicha hermandad.
El primer viernes de Cuaresma del mes de marzo los devotos de Jesús Nazareno Rescatado forman largas colas para besar los pies de esta imagen, depositada desde 1963 en la ermita de la Virgen de la Cabeza, fruto de la donación de un particular.
A lo largo de estos cuarenta días de preparación para la Semana Santa, las distintas corporaciones pasionistas celebran sus cultos, que suelen ser triduos o quinarios, y viacrucis. Además proliferan presentaciones de carteles, exaltaciones, actuaciones de agrupaciones musicales y bandas de música, etc. Al principio de la Cuaresma se presenta el cartel anunciador de la Semana Mayor y en la recta final de este periodo, en el Sábado de Pasión, suele celebrarse el pregón.
El Viernes de Dolores, antesala de los días grandes, los devotos de María Santísima del Mayor Dolor organizan besamanos solidario de esta imagen en la iglesia de Santa María y en la pedanía de La Ropera, el grupo parroquial de Nuestra Señora de los Dolores y el Señor de la Salud procesiona a sus Titulares. Las Escuelas Profesionales de la Sagrada Familia organizan desde 2007 lo que se ha venido en llamar "Semana Santa Chica", en la que varios alumnos y profesores participan en un cortejo que parte del centro educativo y se encamina hacia el centro de la ciudad, en la mañana del Viernes de Dolores. Los pasos infantiles representan a la Entrada Triunfal en Jerusalén, el Gran Poder, el Cristo del Calvario y la Virgen del Mayor Dolor.

## Hermandades y Cofradías penitenciales
En Andújar existen doce hermandades y cofradías de nazarenos. Durante la Semana Santa se celebran catorce estaciones de penitencia. Todas ellas confluyen en la carrera oficial, enclavada en la plaza de España o del Mercado.

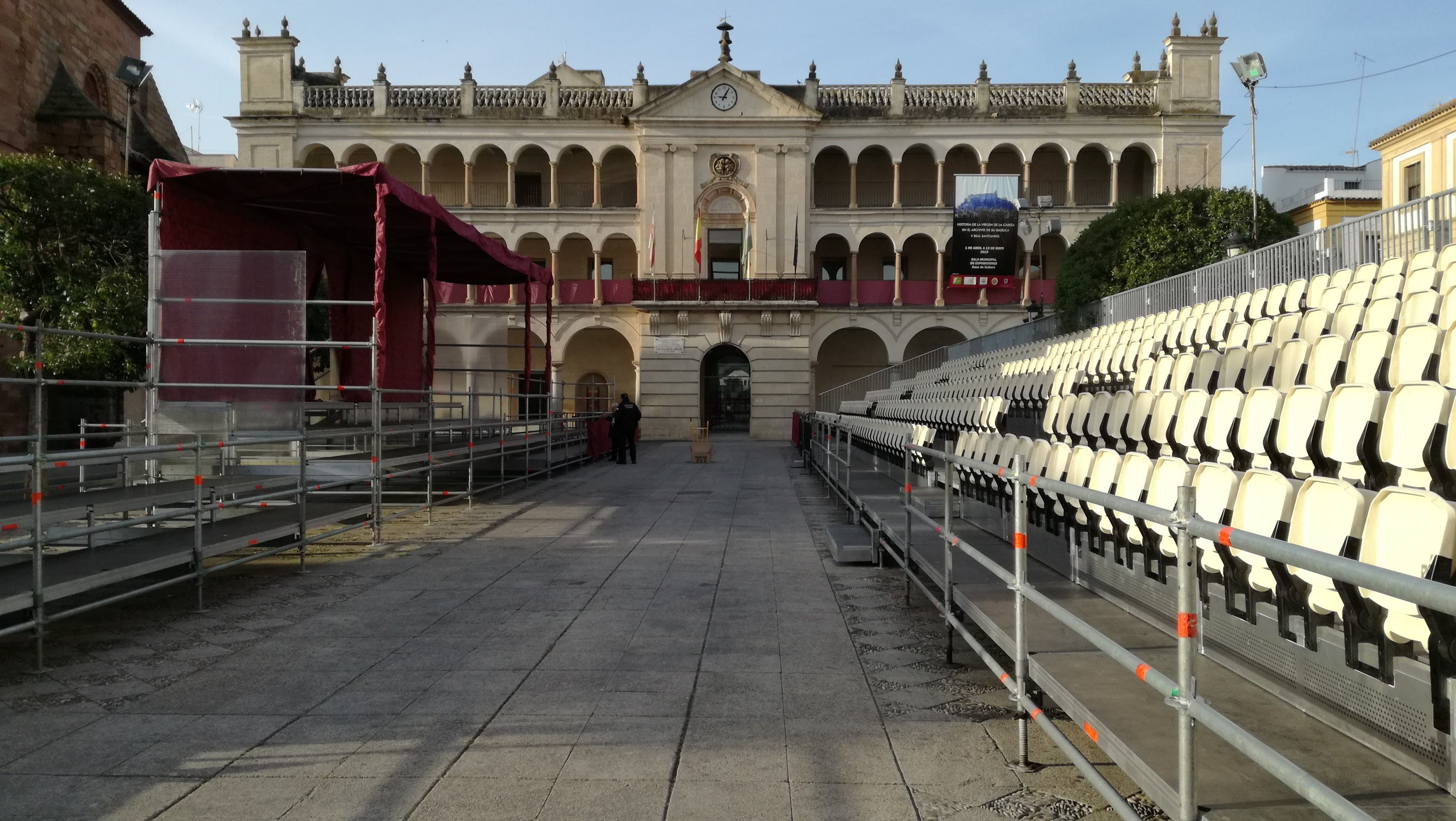
Tribunas de la carrera oficial de Semana Santa en la plaza de España o del Mercado

### Domingo de Ramos
- Cofradía de los Dolores del Carmen y Venerable e Ilustre Hermandad de Nuestro Padre Jesús de la Paciencia, Nuestro Señor de la Paz en su Entrada Triunfal en Jerusalén, María Santísima del Rosario en sus Misterios Dolorosos y Nuestra Señora del Carmen - Paso de la Borriquita

Proviene de las antiguas escuadras de la Cofradía de la Virgen de los Dolores del Carmen, fundada en 1718. Procesiona a Jesús de la Paz entrando en Jerusalén, acompañado de San Pedro, Santiago, una joven y un niño, por la mañana. Sale de la iglesia parroquial de Santa María La Mayor.
- Cofradía de la Santa Vera-Cruz y Muy Antigua, Pontificia, Ilustre y Venerable Hermandad de Nuestro Padre Jesús Atado a la Columna, Nuestro Padre Jesús Nazareno, Nuestra Señora de los Dolores y San Juan Evangelista

Fundada en 1427, es la decana de las corporaciones de Pasión de Andújar y de la diócesis de Jaén. Procesiona a Jesús Nazareno en la tarde del Domingo de Ramos. Sale de la capilla “El Salvador” de la iglesia parroquial de San Bartolomé Apóstol.
|               |
| La Borriquita |

|          |
| Nazareno |

### Martes Santo
- Cofradía de Nuestra Señora de la Esperanza, Santísimo Cristo de la Providencia y Nuestro Padre Jesús Caído - Paso del Cristo de la Providencia

Viacrucis piadoso por las calles del casco histórico, teniendo como imagen central la del Cristo de la Providencia de la Hermandad de la Esperanza, fundada en 1946. Sale por la noche desde la iglesia parroquial de Santa María La Mayor.
| Martes Santo            |
| \| \| \| Providencia \| |
|                         |
| Providencia             |

### Miércoles Santo
- Archicofradía de Nuestro Padre Jesús en su Agonía del Huerto y Nuestra Señora de los Dolores

Fundada en 1948, procesiona dos pasos: Jesús de la Agonía y el Ángel confortador, junto con el Apostolado; y Nuestra Señora de los Dolores. Sale por la tarde desde la iglesia parroquial de la Divina Pastora.
- Cofradía de los Dolores del Carmen y Venerable e Ilustre Hermandad de Nuestro Padre Jesús de la Paciencia, Nuestro Señor de la Paz en su Entrada Triunfal en Jerusalén, María Santísima del Rosario en sus Misterios Dolorosos y Nuestra Señora del Carmen - Pasos de Jesús de la Paciencia y Nuestra Señora del Rosario

La Hermandad realiza estación penitencial con otros dos de sus Titulares: Jesús de la Paciencia en un paso y María Santísima del Rosario en sus misterios dolorosos, en el de palio. Sale por la noche de la iglesia parroquial de Santa María La Mayor.
|                |
| Oración Huerto |

|         |
| Dolores |

|           |
| Paciencia |

|         |
| Rosario |

### Jueves Santo
- Hermandad y Cofradía de Nazarenos de Nuestro Padre Jesús de la Sentencia y María Santísima del Buen Remedio

Creada en 1983, la Hermandad procesiona un paso de misterio con Nuestro Padre Jesús de la Sentencia, acompañado de Poncio Pilato y dos soldados romanos; y, bajo palio, María Santísima del Buen Remedio. Sale por la tarde de la antigua iglesia del hospital municipal, que fuera en su origen casa de jesuitas.
- Hermandad y Cofradía de Nazarenos de Nuestro Padre Jesús del Gran Poder y María Santísima del Socorro

Fundada en 1953, sale de la parroquia de San Miguel Arcángel por la tarde-noche, con un solo paso que porta al Nazareno del Gran Poder.
- Cofradía de Nuestra Señora de la Esperanza, Santísimo Cristo de la Providencia y Nuestro Padre Jesús Caído - Pasos de Jesús Caído y Nuestra Señora de la Esperanza

La Hermandad de la Esperanza vuelve a salir a la calle, para realizar estación penitencial con dos pasos: el de misterio, con Jesús Caído, el Cirineo y un soldado romano; y Nuestra Señora de la Esperanza. Sale por la noche de la iglesia parroquial de Santa María La Mayor.
|           |
| Sentencia |

|              |
| Buen Remedio |

|            |
| Gran Poder |

|             |
| Jesús Caído |

|           |
| Esperanza |

### Viernes Santo
- Cofradía de Nuestro Padre Jesús Nazareno Señor de los Señores

Creada a finales del siglo XVI, sale por la mañana desde la iglesia parroquial de San Miguel Arcángel, con un solo paso: Jesús Nazareno (Señor de los Señores), ayudado a llevar la cruz por Simón de Cirene.
- Antigua, Venerable, Hospitalaria Hermandad y Cofradía de Nazarenos de Nuestra Señora de las Angustias, Santísimo Cristo de la Caridad y Triunfo del Santo Lignum Crucis

Fundada en 1737, la estación penitencial se compone de un solo paso, con Nuestra Señora de las Angustias y el Santísimo Cristo de la Caridad. Sale de la iglesia de San Juan de Dios por la tarde.
- Hermandad del Santísimo Cristo de la Expiración, Santa María Magdalena y Nuestra Señora de la Amargura

Creada en 1947, la Hermandad de los Estudiantes sale de la capilla de “El Salvador” de la iglesia parroquial de San Bartolomé Apóstol por la tarde. Se compone el cortejo de dos pasos: Santísimo Cristo de la Expiración y Nuestra Señora de la Amargura.
- Venerable Hermandad del Santo Sepulcro

Creada en 1684 dentro de la antigua Cofradía de la Soledad, aunque con culto anterior, la Hermandad procesiona a la Santa Cruz y a Jesús Yacente. Sale de noche desde la iglesia parroquial de San Bartolomé Apóstol.
- Cofradía de la Soledad y Entierro de Cristo y Muy Antigua y Venerable Hermandad de la Trasfixión y Soledad de María Santísima de la Victoria

Su fundación se remonta a 1554. Procesiona por la noche el paso con Nuestra Señora de la Victoria en su Soledad. Sale de la iglesia parroquial de San Bartolomé Apóstol.
|                    |
| Sr. de los Señores |

|           |
| Angustias |

|            |
| Expiración |

|          |
| Amargura |

|               |
| Sto. Sepulcro |

|         |
| Soledad |

### Domingo de Resurrección
- Cofradía de Jesús Resucitado

La más joven de las cofradías penitenciales andujareñas, erigida como tal en el año 2007. Procesiona a Jesús Resucitado por la mañana. Sale de la iglesia parroquial de San Eufrasio.
| Domingo de Resurrección |
| \| \| \| Resucitado \|  |
|                         |
| Resucitado              |

## Agrupaciones parroquiales de Pasión
Al margen de las doce hermandades y cofradías de nazarenos antes reseñadas, existen dos grupos parroquiales que procesionan a sus Titulares, uno en los prolegómenos de la Semana Santa y otro en plena Semana Mayor:

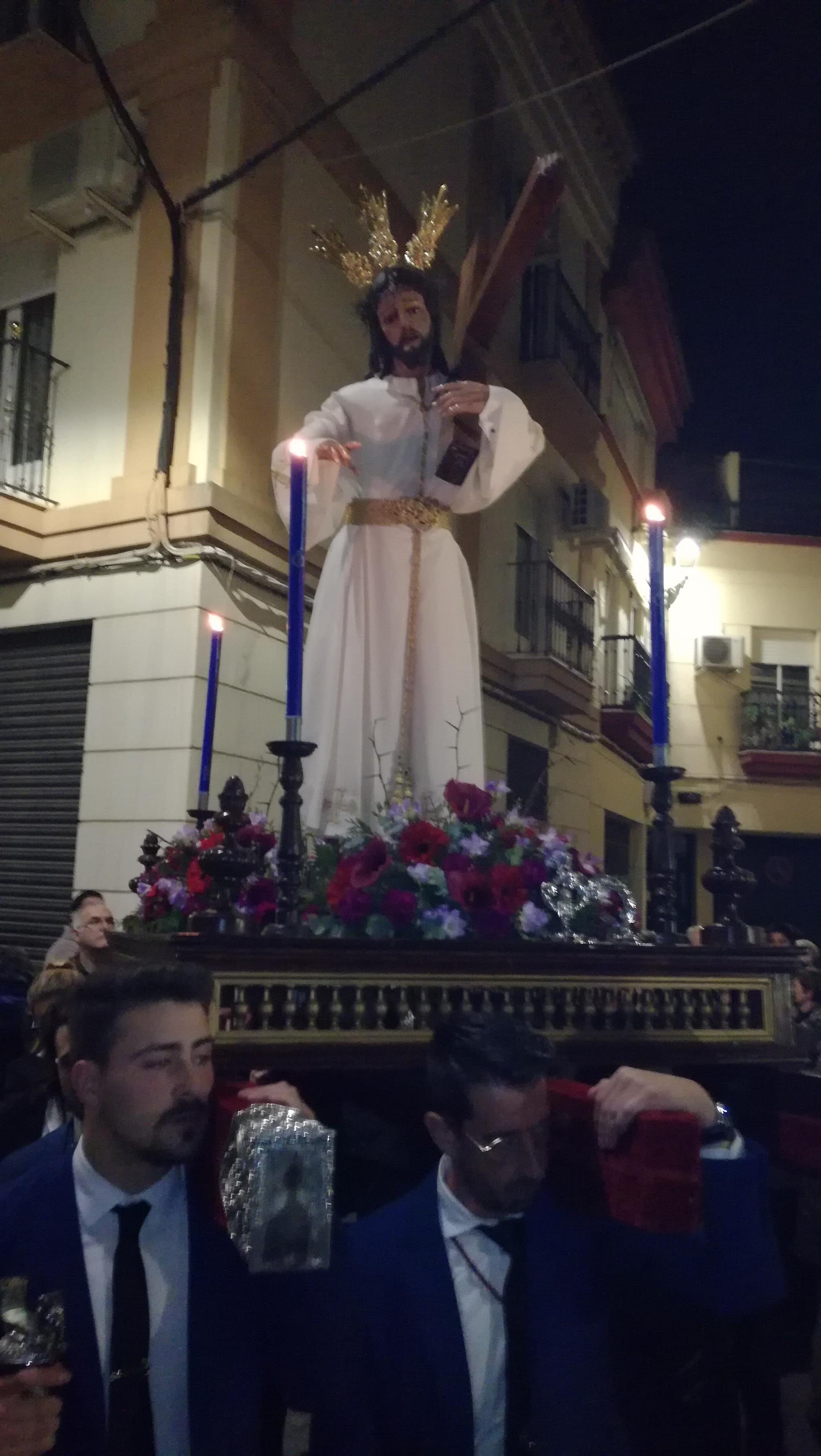
Viacrucis de la Agrupación con Jesús de la Salud en el año 2019

- Grupo parroquial de Nuestro Padre Jesús de la Salud y María Santísima de los Dolores.

Creado en el año 2000, en el seno de la iglesia parroquial de San Isidro Labrador de la pedanía de La Ropera. Procesiona el Viernes de Dolores un solo paso con la escena del encuentro entre Jesús portando la cruz y su Madre, la Virgen María, que es acompañada por San Juan. La talla de la Dolorosa es una imagen realizada en la posguerra, que procesionó varios años sola, hasta que en el año 2019 se añadieron las otras dos figuras. Jesús de la Salud es obra del imaginero malagueño José Antonio Lucena, mientras que San Juan es del cordobés Antonio Baena López. En el año 2021 se bendijo la imagen de María Magdalena, que también es obra de Antonio Baena. El 2 de febrero de 2024 fueron bendecidas dos imágenes más: María de Cleofás y la Santa Mujer Verónica. El paso es portado por costaleros y lleva acompañamiento de banda de música. Los nazarenos visten túnica blanca, con empuñadura y cíngulo burdeos, capa y caperuz burdeos.
- Grupo parroquial de Jesús Divino Cautivo de Sierra Morena.

Creado en la basílica de Nuestra Señora de la Cabeza, a partir del impulso de algunos devotos que proceden, en su mayoría, de pueblos de la provincia de Jaén que veneran a la Morenita. Procesiona el Martes Santo en andas por las calzadas del santuario de Sierra Morena la talla del Divino Cautivo, salida de la gubia del imaginero jienense José Miguel Tirao Carpio (2007). Lleva acompañamiento de banda de música y en su transitar por las calzadas se reza el Santo Viacrucis. En el cortejo destacan mujeres vestidas de mantilla.

## Música
Los pasos de misterio suelen ir acompañados de bandas de tambores y cornetas o agrupaciones musicales. Los pasos de palio llevan bandas de música. Hay cuatro pasos que procesionan en silencio. Dentro de la historia de la música local, hay que mencionar a las distintas bandas municipales que han participado en estos cortejos, como el de las Angustias que solía llevar a las dos en sus desfiles en el siglo XIX. La Hermandad de la Soledad tuvo durante algún tiempo banda propia de tambores y cornetas. Lo mismo ocurrió con el Gran Poder, que además dio origen a una banda de música, la actual Banda de Música Maestro Amador, ya desligada de la cofradía. E igualmente, en el seno de la Hermandad de las Angustias nació en 2004 una agrupación musical.
Durante los primeros años de andadura de la Peña flamenca “Los Romeros”, se convocó un concurso de saetas. El ganador debía cantar después, al paso de las cofradías por las calles de Andújar. Uno de los impulsores de esta actividad fue Bernardo Estepa Llaurens. Famosos saeteros de Andújar han sido José Ocaña Tejero “El Sillero” o “Gracia Morena”. También el célebre Rafael Romero “El Gallina” interpretó este palo y lo dejó recogido en algunas de sus muchas grabaciones discográficas.

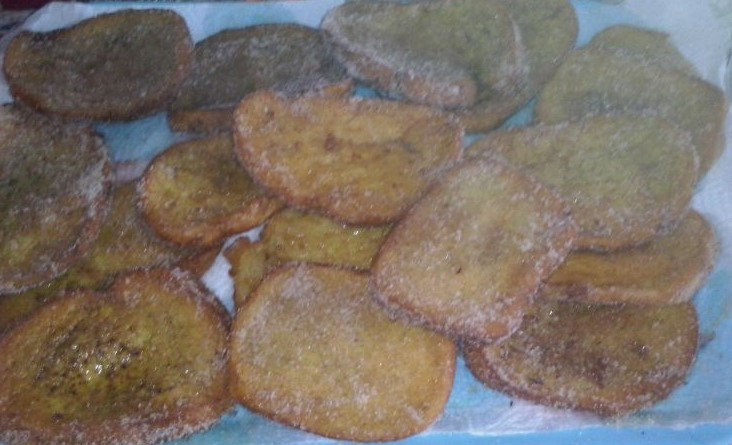
Las torrijas no pueden faltar en la mesa durante los días de Cuaresma y Semana Santa

## Gastronomía
Tanto en los días preparatorios de Cuaresma como, sobre todo, en Semana Santa, en los establecimientos hosteleros y en los propios hogares se suelen consumir platos específicos de este calendario festivo, donde no pueden faltar las populares torrijas o los suculentos pestiños. Algunos de las elaboraciones más ligadas a esta época son: patatas con bacalao ajoarriero, bacalao con patatas, potaje de garbanzos con “gorullos”, patatas en adobillo, las habas verdes con almejas y gambas, y los panecillos en leche.